# 非對稱性二甲基精氨酸
非對稱性二甲基精氨酸（英文：Asymmetric dimethylarginine，簡稱ADMA）是一種自然存在於血漿內的化合物。它是在人體細胞內細胞質中發生的蛋白質修飾過程產生的代謝副產物，與精氨酸有著密切關係。ADMA會影響精氨酸產生一氧化氮的過程，一氧化氮是對內皮細胞及心血管健康的物質。

## 發現
非對稱性二甲基精氨酸的介入角色首次在倫敦被發現，今天生物化學及臨床研究繼而發現ADMA與心血管疾病、糖尿病、陽痿及其他腎臟疾病的關係。ADMA亦在非常重要的—氧化氮路徑有著重大的影響。

## 人體內的合成及調節

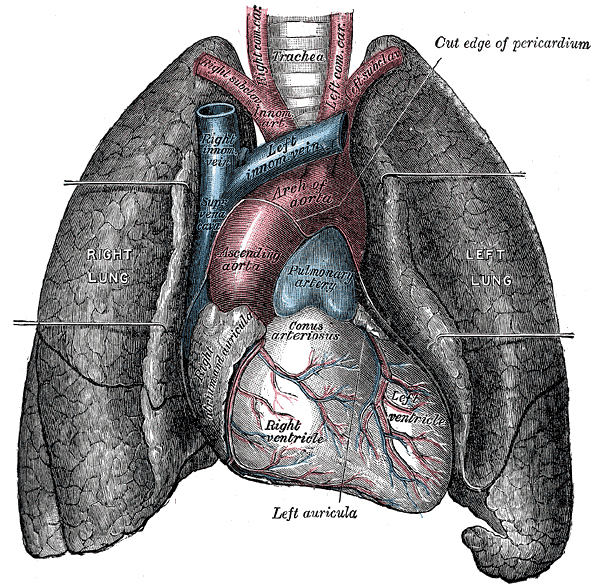
ADMA有著對心血管影響的關聯

非對稱性二甲基精氨酸是在蛋白質的後轉譯修飾中，經由甲基化所生成。這個反應是由一群稱為S-腺苷基蛋氨酸蛋白質N-甲基轉移酶（蛋白質甲基酶I及II）所催化。組成ADMA的甲基，是由代謝高半胱氨酸的中間物：S-腺苷基蛋氨酸所釋出（高半胱氨酸是一種重要的血液化合物，心血管疾病的基因標誌）。在合成後，ADMA會移向細胞外的空間，並進入血漿內。ADMA可以利用高效液相層析儀來量度。

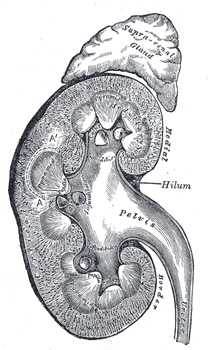
ADMA對某些腎病亦有所關聯

ADMA的濃度會受普通或氧化後的低密度脂蛋白膽固醇大量的提升。因此，高內皮低密度脂蛋白會提升ADMA值，出現了一個循環效應，並且阻礙了能令血管舒張的一氧化氮。要減少ADMA，需要透過排泄尿素及以二甲基精氨酸二甲胺水解酶（DDAH）代謝。在體內生成二甲基精氨酸二甲胺水解酶或多酚抗氧化劑亦可減少高半胱氨酸的水平，減低患有心血管疾病的風險。

## 與治療學的關係
由於非對稱性二甲基精氨酸的高水平會對身體有害，導致如心血管疾病、代謝疾病及其他老年的疾病等，所以降低ADMA水平有著重要的治療成效。但是，現時仍未能有效地控制ADMA水平及臨床的經驗。
由於脂質調節的異常情況與ADMA有所關聯，有建議攝取游離脂肪酸可以控制ADMA水平。但是，研究卻未能證實此種說法。
ADMA亦與高半胱氨酸的上升有所關聯。有猜測認為可以透過攝取葉酸來調節高半胱氨酸的水平，但研究卻認為這未能提供任何臨床的好處及維他命B會相反增加心血管的壓力。
有建議指攝取精氨酸可以直接控制ADMA水平。這不單能促進內皮的功能，且能減少心血管疾病的臨床病徵。但是，有些研究在臨床的結果上有著差異及在控制高半胱氨酸時須加倍留意病人的狀況。
他汀除了能影響血液內的膽固醇水平外，亦能增加一氧化氮及對心臟供血的直接影響。ADMA的上升會影響他汀的效用及病人對他汀的反應。

## 內部連結
- 精氨酸
- 心血管疾病
- 高血壓
- 一氧化氮
- 他汀
- 血管收縮

## 外部連結
- Medical News Today於2006年3月27日有關ADMA的文章 （页面存档备份，存于）
- ADMA研究文章概覽
- www.adma.com